# Хуасі
Хуа́сі (спрощ.: 华西村; кит. трад.: 華西村; піньїнь: Huāxī Cūn) — село в провінції Цзянсу в Китаї. Вважають найбагатшим селом держави. У Женьбао (спрощ.: 吴仁宝; кит. трад.: 吳仁寶; піньїнь: Wú Rénbǎo), колишній секретар комітету Комуністичної партії села Хуасі, розробив план перетворення бідної сільської місцевості в сучасну багату спільноту. Самі китайці стверджують, що Хуасі — модель соціалістичного села.

## Загальна інформація
Засноване в 1961 році. У Китаї має назву «Село № 1 Піднебесної». Відоме як «Село мільйонерів» через високий рівень розвитку економіки і рівня життя (найбільш «бідні» сім'ї мають майна на не менше, як 400 тис. $). Це суттєва сума за китайськими мірками. В селі є кілька-секторна промислова компанія, яка котирується на фондовій біржі, купує літаки і планує покупку кораблів. Місцеві жителі є акціонерами корпорації «Село Хуасі» та отримують п'яту частину річного прибутку компанії. Інша частина доходів йде на подальший соціальний і економічний розвиток. У 2011 році оборот компанії зріс приблизно до 6,5 млрд євро.
Крім двох тисяч жителів, тут постійно проживають 35 тис. осіб, а також 25 тис. робітників-мігрантів з інших районів країни. У «селі» працює близько 80 підприємств. Останнім часом чималий дохід у сільську скарбницю приносять туристи — більш як 2 млн людей на рік. Для їхнього обслуговування було куплено два вертольоти. «Мій батько був багатим. Тепер я хочу, щоб усі жителі також були такими ж здоровими і щасливими», говорить сільський голова У Сеєнь. Його батько, колишній голова села, У Женьбао вкладав гроші в сировинні матеріали, такі як алюміній.
У 2011 році був добудований 328-метровий хмарочос Longxi International Hotel. Його відкриття приурочене до 50-річчя села.